# Said Musa
Said Wilbert Musa, né le 19 mars 1944 à San Ignacio au Honduras britannique, est un avocat et homme d'État bélizien. Il est Premier ministre du Belize du 28 août 1998 au 8 février 2008.

## Biographie

### Enfance
Said Musa naît à San Ignacio, dans ce qui est alors le Honduras britannique.
Son père, Hamid Musa, d'origine palestinienne, a été candidat pour le Parti national lors des élections législatives de 1957.

### Études
Said Musa fait des études de droit à l'université de Manchester, puis il intègre le barreau anglais à Gray's Inn en 1966 avant de retourner au Honduras britannique en 1967.

### Carrière politique
À la fin des années 1960, il devient une personnalité publique au Honduras britannique en s'opposant à la Guerre du Viêt Nam.
Au début des années 1970, il rejoint le Parti uni du peuple de George Cadle Price dont il devient rapidement le chef de l'aile socialisante.
En 1974, il se présente pour la première fois aux élections législatives, mais est battu.
En 1979, il est élu député de la circonscription de Fort George (district de Belize) et fait son entrée à l'Assemblée nationale du Belize. Il devient alors procureur général et ministre du Développement économique de 1979 à 1984 dans le gouvernement de George Cadle Price qui négocie l'indépendance complète du Belize. Il perd son siège lors des élections de 1984, mais le regagne en 1989 et devient alors ministre des Affaires étrangères et ministre de l'Éducation jusqu'en 1993. Après la défaite de 1993 et le retrait de la vie politique de Price, il devient en 1996 le chef du Parti uni du peuple.
En 1998, il gagne les élections législatives et devient alors Premier ministre du Belize. Il est réélu en 2003. Pendant son mandat, le pays connaît une importante croissance économique, mais la popularité de Musa chute durant la dernière année de son mandat et les accusations de corruption contre le PUP se multiplient. 
Il est battu aux élections de 2008 par Dean Barrow, qui lui succède comme Premier ministre. Il abandonne la tête du PUP, alors qu'il est inculpé de vol, dans une affaire de 10 millions de dollars destinés à des projets de logement ; la Cour suprême du Belize va ensuite clore l'affaire, invoquant un manque de preuves.
En 2012, il est réélu à la Chambre des représentants du Belize, où il siège jusqu'en 2020.
En 2021, son nom est évoqué dans le cadre des Pandora Papers : dans un fax de Glenn Godfrey (qui était l'un de ses proches conseillers en 2008) envoyé à Musa, Godfrey lui procure des conseils sur la manière de répondre à un intervieweur anonyme sondant le système bancaire offshore du pays. G. Godfrey détient avec sa femme Joy (directrice générale de l'entreprise, et ancienne Directrice nationale du tourisme) le CILTrust International Inc. (ex-CitiTrust International Inc), une société de prestations offshore, associée à un cabinet d'avocats. Cette société créée en 1994 au Belize a — avec d'autres sociétés appartenant également à Glenn Godfrey — aidé des auteurs d'actes répréhensibles d'autres pays à protéger au Belize leur argent et à échapper à la justice. Godfrey (âgé de 71 ans en 2021) est ancien procureur général, ancien ministre du Tourisme et de l'Environnement, ancien membre de l'Assemblée nationale du Belize et il a lui-même aidé le Belize à rédiger ses textes de lois sur les fiducies.